# Tầng Kungur
| Hệ/ Kỷ                               | Thống/ Thế   | Bậc/ Kỳ      | Tuổi (Ma) | Tuổi (Ma) |
| ------------------------------------ | ------------ | ------------ | --------- | --------- |
| Trias                                | Hạ/Sớm       | Indu         | trẻ hơn   | trẻ hơn   |
| Permi                                | Lạc Bình     | Trường Hưng  | 251.902   | 254.14    |
| Permi                                | Lạc Bình     | Ngô Gia Bình | 254.14    | 259.1     |
| Permi                                | Guadalupe    | Capitan      | 259.1     | 265.1     |
| Permi                                | Guadalupe    | Word         | 265.1     | 268.8     |
| Permi                                | Guadalupe    | Road         | 268.8     | 272.95    |
| Permi                                | Cisural      | Kungur       | 272.95    | 283.5     |
| Permi                                | Cisural      | Artinsk      | 283.5     | 290.1     |
| Permi                                | Cisural      | Sakmara      | 290.1     | 295.0     |
| Permi                                | Cisural      | Assel        | 295.0     | 298.9     |
| Carbon                               | Pennsylvania | Gzhel        | già hơn   | già hơn   |
| Phân chia kỷ Permi theo ICS năm 2017 |              |              |           |           |

Tầng Kungur là tầng động vật thứ tư và cuối cùng của thế Cisural trong kỷ Permi. Nó kéo dài từ khoảng 275,6 ± 0,7 triệu năm trước (Ma) tới 270,6 ± 0,7 Ma. Tên gọi của tầng này lấy theo tên thị trấn Kungur ở đông nam Permi krai của Nga, do nhà địa chất Nga A. A. Shtukenberg đặt năm 1890. Đứng trước nó là tầng Artinsk còn đứng ngay sau nó là tầng Road.
GSSP chính thức của ICS vẫn chưa được xác định. Mốc đánh dấu sự bắt đầu của tầng này là thời điểm xuất hiện lần đầu tiên của các loài động vật răng nón Neostreptognathus pnevi và Neostreptograthus exculptus. Mốc đánh dấu sự kết thúc của tầng này là thời điểm xuất hiện lần đầu tiên của loài động vật răng nón Jinogondolella nanginkensis.
Tầng Kungur có thể chia thành trầm tích Iren (иреньское отложение) và trầm tích Filippov (филипповское отложение).